# Recovery (essai clinique)
Pour les articles homonymes, voir Recovery (homonymie).
Wikipédia ne donne pas de conseils médicaux ou sanitaires. Cet article est susceptible de contenir des informations obsolètes ou inexactes. Seul un professionnel de la santé est apte à vous fournir un avis médical, et seules les autorités sanitaires de votre pays sont compétentes pour donner des consignes de santé publique relatives à la pandémie de Covid-19.
Recovery est un essai clinique randomisé et contrôlé conduit par l'Université d'Oxford, qui a pour but de tester des traitements contre le coronavirus SARS-CoV-2, responsable de la maladie à coronavirus 2019. L'essai conclut entre autres à l'efficacité de la dexaméthasone et à l'inefficacité de l'hydroxychloroquine.

## Historique
L'essai démarre en avril 2020, avec initialement la participation de 132 hôpitaux au Royaume-Uni, puis s'étend pour devenir le plus large essai au monde de traitement de la COVID‑19, impliquant 5400 personnes infectées dans 165 hôpitaux le 17 avril 2020.

## Objectifs
L'essai teste différents médicaments pour leur capacité à traiter des infections sévères: lopinavir/ritonavir, dexaméthasone (un anti-inflammatoire stéroidien),  tocilizumab, plasma de convalescents, hydroxychloroquine, et azithromycine (un antibiotique).

## Méthodes
Il s'agit d'une étude ouverte. Le patient et son médecin hospitalier sont informés du traitement attribué par la randomisation.

## Résultats
Le 5 juin, les responsables de l'essai concluent que le traitement par l'hydroxychloroquine n'est pas un traitement efficace pour les patients hospitalisés atteints de Covid-19, et décident de stopper cette branche de l'essai. Martin Landray déclare que ces résultats préliminaires devraient « changer les pratiques médicales à travers le monde »,,.
Selon un rapport publié le 16 juin, la dexaméthasone réduit d’un tiers la mortalité chez les patients les plus atteints par la Covid-19. C'est le premier médicament dont un vaste essai clinique randomisé montre qu’il améliore la survie des patients gravement atteints. Environ 2000 personnes admises à l'hôpital ont reçu de la dexaméthasone et ont été comparées à plus de 4000 patients d'un groupe contrôle. Pour les patients ventilés, le traitement réduit la mortalité de 40 à 28 % (une personne sur 8 n'est pas morte grâce au traitement). Pour les patients sous oxygène, la mortalité décroit de 25 à  20 % (une personne sur 5 bénéficie du traitement). Le traitement dure 10 jours et coûte l’équivalent de 60 euros,,,. Les résultats préliminaires sont publiés le 17 juillet 2020 dans le New England journal of medicine .
Concernant l'effet de l'hydroxycholoroquine, les résultats sont publiés le 8 octobre dans le New England journal of medicine : la molécule n'a pas d'effet sur la mortalité à 28 jours de patients hospitalisés,.
Une accusation a circulé sur les réseaux sociaux selon laquelle Recovery aurait utilisé des doses anormales d’hydroxychloroquine, avec l’intention de produire des résultats discréditant la molécule, information démentie par le service CheckNews de Libération.